# Красные амбары
Кра́сные амба́ры (латыш. Sarkanie spīķeri) — исторический комплекс складских помещений схожей «кирпичной» архитектуры, расположенный в Риге на набережной Даугавы, рядом с Центральным рынком и Железнодорожным мостом со стороны Московского форштадта. В настоящее время здесь насчитывается 35 кирпичных построек.
Были сооружены как товарные склады для купцов, державших свои коммерческие предприятия вблизи рынка на набережной (Даугавмалас), предшественника современного Центрального рынка, и проживавших на территории Московского предместья. До постройки «Красных амбаров» складской квартал был известен под названием Ластадия, что по-немецки значит место погрузки или выгрузки товара. Ластадия впервые упоминается в исторических материалах в 1348 году.

## Архитектура
Планирование квартала осуществил инженер Адольф Христофорович Агте.
Архитекторами большинства амбаров были остзейские немцы, в том числе:
- Карл Фельско, автор главного здания Рижского вагоностроительного завода и дома Швабе на Ратушной площади;
- Рейнгольд Шмелинг, долгое время занимавший пост главного городского архитектора, автор здания Рижского русского театра, Агенскалнского рынка и других построек в кирпичном стиле;
- Генрих Шель, руководивший строительством новой резиденции Большой Гильдии и здания Национальной оперы;
- Фридрих Вильгельм Хесс, работавший в стиле рациональной эклектики;
- Янис-Фридрих Бауманис, первый латышский архитектор с высшим архитектурным образованием, автор здания Видземского дворянства (ныне Сейм Латвии);
- Роберт Пфлуг, автор рижского Христорождественского кафедрального собора на территории Эспланады. Склады, спроектированные Робертом Пфлугом, выполнены в обобщенно-монументальном стиле. Кирпичная кладка подчёркнута только в выступах карнизов, напоминающих зубцы. Горизонтальные полосы красного кирпича на фасадах сделаны из двух рядов тычковых кирпичей, между которыми расположено три слоя жёлтых кирпичей. В среднем из них ритмично расположены попеременно кирпичи обеих тональностей.

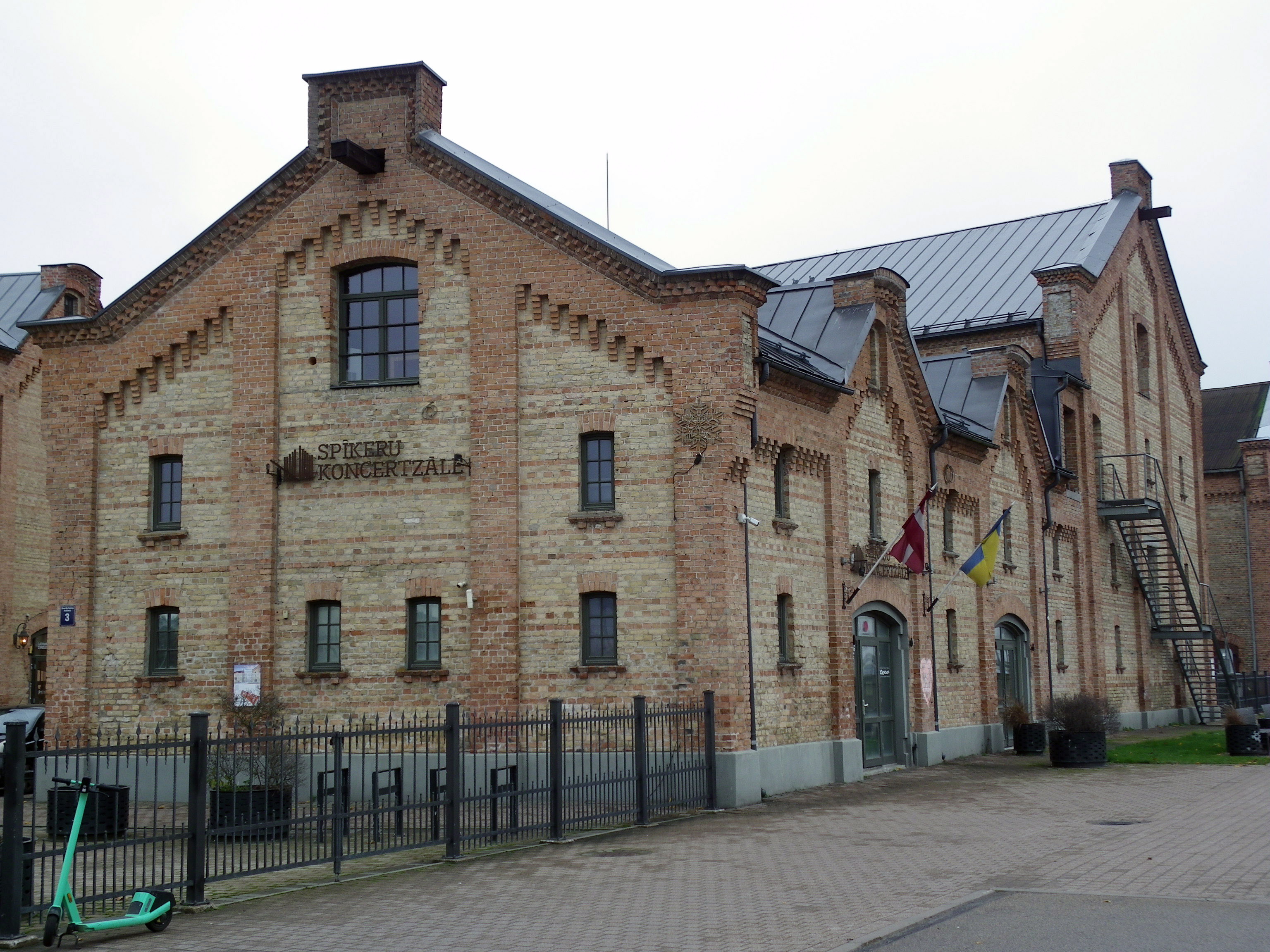
Концертный зал «Spīķeri»

На некоторых зданиях рижских Красных амбаров сохранились гербы Российской империи. Строительство этих амбаров напрямую связано с личностью генерал-губернатора Прибалтийского края А. А. Суворова, при котором Рига окончательно утратила статус города-крепости, что дало мощный импульс к её дальнейшему развитию. Был разработан план реконструкции рижских предместий, установивший принципы застройки новых районов. В 1864 году по распоряжению генерал-губернатора было начато строительство района Красных амбаров. В документе, на котором стояла подпись Суворова, значилось, что амбары обязательно должны быть кирпичными и иметь приблизительно схожую планировку. Тем не менее каждый амбар так или иначе «выдаёт» руку конкретного архитектора.

Вид с левого берега Даугавы

Современный латвийский искусствовед Янис Крастиньш полагает, что с художественной точки зрения внимания заслуживает несколько строений: по улице Ластадияс, 4 — 14; по улице Спикеру, 1, 8, 9.
Строительство комплекса амбаров было завершено в 1886 году.
В XX веке несколько амбаров было снесено для строительства нынешнего Центрального рынка (в частности, для размещения пяти ангаров-павильонов).
Ещё несколько амбаров погибло в результате падения авиабомб в ходе наступления Красной армии в начале октября 1944 года.

## Интересные факты
- Среди бывших владельцев амбаров — крупный рижский пенькоторговец Кузьма Иванович Мухин (дед скульптора Веры Мухиной); также ряд амбаров принадлежал купцу Сергею Климову, чьи предки после уничтожения рижского Гостиного двора в результате пожара 1812 года вложили свои средства в его восстановление и продолжили торговать в отстроенном заново Гостином дворе (теперь на его месте — высотное здание Академии наук Латвии).
- В начале 1920-х годов американский миллионер и агент Коминтерна, а также ОГПУ РСФСР Арманд Хаммер являлся номинальным владельцем арендованных в Риге складов и имел постоянные апартаменты в гостинице Roma, чтобы осуществлять секретное военно-техническое сотрудничество между Советской Россией и Веймарской республикой[3].
- Во время нацистской оккупации Латвии в амбарах располагался местный штаб люфтваффе (там укомплектовывались материалы для военных нужд), куда устроился рижский докер Жанис Липке, использовав это как прикрытие для спасения евреев из Рижского гетто[4]. Будучи ответственным за приём новых сотрудников, Липке получил возможность отбирать для работы на складах узников гетто. Поскольку охранники гетто вели учёт не по фамилиям, а по головам, Липке совершал подлог, в чём участвовали его проверенные сообщники, надевавшие на себя одежду узников с характерными желтыми звёздами вместо нескольких человек, которых прятали перед возвращением в гетто вечером, по окончании смены. Пройдя контроль, они затем спокойно снимали одежду со «звездами Давида» и покидали гетто.

## Квартал «Спикери»
Рижская дума в период руководства Нила Ушакова (2009-2019) осуществила большой проект по ревитализации квартала Красных амбаров и устройству променада вдоль него вдоль набережной Даугавы. Часть амбаров, прилегающая к Даугаве, преобразована в творческий квартал «Спикери», где располагаются небольшие кафе, магазины, художественные галереи, концертный зал, музей, центр современной культуры. Вдоль реки обустроен современный променад с велодорожкой, соединённый с набережной 11 Ноября и Старым городом.